# Huzhou Sheraton Resort & Spa
Le Huzhou Sheraton Resort & Spa (湖州喜来登温泉度假酒店) appelé aussi Sheraton Huzhou Hot Spring Resort est un gratte-ciel de 101 mètres de hauteur et de 27 étages, construit à Huzhou dans le centre-est (province du Zhejiang) de la Chine en 2013. Il abrite un hôtel de la chaîne Sheraton.
Cet hôtel de luxe, à l'architecture audacieuse avec son arche en plein cintre caractéristique, a été construit en bordure des rives du Lac Tai, le 3e plus grand lac de Chine, situé à environ 80 km à l'ouest de Shanghai, la capitale économique du pays.
En 2015 c'est l'un des deux gratte-ciel existant dans le monde qui a une forme en anneau, avec le Guangzhou Circle également construit en 2013 en Chine, situé à Guangzhou mais qui est plus haut.
Début 2014 c'était le plus haut immeuble de Huzhou.
L'architecte chinois Ma Yansong et son agence MAD Studio qui sont à l'origine de ce projet, ont également conçu les tours jumelles Absolute Towers, à Mississauga (banlieue de Toronto, Canada), surnommées "Marilyn Monroe Towers" par les habitants, en raison de leurs formes joliment sinueuses.